# Пабло Дорадо
Пабло Дорадо (на испански: Pablo Dorado) е уругвайски футболист, нападател.

## Кариера
Започва кариерата си като футболист в средата на 1920-те години в Бела Виста. От 1929 до 1932 г. той играе 7 мача за националния отбор на Уругвай, като отбелязва 3 гола. Дорадо играе в 3 мача на първия Световен шампионат през 1930 г. и отбелязва 2 гола, включително откриването на резултата в 12-а минута във финала срещу Аржентина. Заедно с Ернесто Маскерони е един от най-младите играчи на шампионата.
След Световната купа, Пабло Дорадо преминава в аржентинския Ривър Плейт, който през 1932 г. става шампион на Аржентина. Завършва кариерата си като футболист в родния си Бела Виста.

## Отличия

### Отборни
Ривър Плейт
- Примера дивисион: 1932

### Международни
Уругвай
- Световно първенство по футбол: 1930